# مجمع الإطلاق 39 في مركز كينيدي للفضاء
مجمع الإطلاق 39 في مركز كينيدي للفضاء (بالإنجليزية: Kennedy Space Center Launch Complex 39، يُعرف اختصارًا بـLC-39) هو موقع لإطلاق الصواريخ يقع في مركز كينيدي للفضاء في ميريت آيلاند بولاية فلوريدا الأمريكية. تم بناء الموقع وجميع مرافقه في المقام الأول لأجل برنامج أبولو، وتم تعديله لاحقا لاستخدامه في برنامج مكوك الفضاء. إعتبارا من عام 2016 بدأ تغيير منصات الإطلاق الخاصة بالموقع حتى تدعم إطلاق فالكون 9 وفالكون الثقيل.
يتكون مجمع الإطلاق 39 من عدة مرافق ومنشئات وهي:
- ثلاث منصات لإطلاق الصواريخ وهي: 39A و 39B و 39C.
- مبنى تجهيز المركبات.
- ممر مزدوج يبلغ طوله 5.6 كيلومتر وعرضه 40 متر، يُستخدم لنقل الصواريخ والمركبات بين مبنى تجهيز المركبات ومنصات الإطلاق.
- منشأة معالجة المركبات المدارية، تُستخدم لصيانة المركبات الفضائية.
- مركز التحكم في الإطلاق، للإشراف على عمليات الإطلاق.
- منشأة الأخبار، منشأة مخصصة للصحفيين والقنوات الفضائية، حيث يتم بث عمليات الإطلاق على التلفاز من خلالها.[1]

تستأجر سبيس إكس منصة الإطلاق 39 إيه من ناسا، وعدلت المنصة لتدعم عمليات إطلاق فالكون9 وفالكون الثقيل (فالكون هيفي). بدأت ناسا بتعديل منصة الإطلاق 39 بي في عام 2007 لتستضيف مشروع كونستليشن («الكوكبة») المُلغى في الوقت الحالي، وهي تجهزه حاليًا لأجل نظام الإطلاق الفضائي، والذي المخطط أن يكون أول إطلاق له ليس قبل يونيو 2020. خُطط لمنصة إطلاق أطلق عليها اسم 39 سي بالأصل من أجل مهمات أبولو، وكان من المفروض أن تكون نسخة عن المنصتين 39 إيه و39 بي، ولكنها لم تُبنى. بُنيت المنصة الأصغر، 39 سي، من يناير حتى يونيو عام 2015، لتستوعب مركبات الإطلاق التي تنقل حمولات صغيرة.
أشرف مركز التحكم بالإطلاق التابع لناسا على عمليات الإطلاق التي قامت بها ناسا من المنصتين 39 إيه و39 بي، وهو يقع على بعد ثلاثة أميال (4.8 كيلومتر) من منصات الإطلاق. يشكّل مجمع الإطلاق 39 واحدًا من عدة مواقع إطلاق تتشارك الرادار وخدمات التتبع لنطاق الاختبار الشرقي.

## تاريخ
في عام 1948، قامت قوات البحرية الأمريكية بتحويل القاعدة البحرية الواقعة على نهر بانانا جنوب رأس كانافيرال إلى قاعدة جوية لاستخدامها في إطلاق صواريخ في-2 الألمانية التي إستولت عليها خلال الحرب العالمية الثانية.
وكان موقع القاعدة مثاليا لهذا الغرض حيث أن عمليات الإطلاق تكون فوق المحيط وبعيدا عن المناطق المأهولة. في عام 1950 تم تغيير اسم الموقع إلى قاعدة باتريك للقوات الجوية. وبعد إنشاء وكالة ناسا في عام 1958 تم استعمال منصات القاعدة لإطلاق عدة مهمات مأهولة وغير مأهولة ضمن مشروع ميركوري ومشروع جمناي.

### أبولو وسكاي لاب
اقترح رئيس مركز كينيدي في عام 1961 على الكونغرس هدفًا يتمثل في هبوط رجل على سطح القمر بحلول نهاية العقد. وكان البدء ببرنامج أبولو هو النتيجة لموافقة الكونغرس، وهذا ما تطلب توسيع عمليات ناسا بشكل كبير. بما في ذلك توسيع عمليات الإطلاق من الخليج إلى جزيرة ميريت المجاورة إلى الشمال والغرب. بدأت ناسا بالاستحواذ على الأراضي في عام 1962، إذ حصلت على ملكية 131 ميلًا مربعًا (340 كيلومتر مربع) من خلال الشراء التام وتفاوضت مع ولاية فلوريدا للحصول على 87 ميل مربع (230 كيلومتر مربع) إضافي. سُمي هذا الموقع مركز عمليات الإطلاق في 1 يوليو من عام 1962.

#### التصميم الأولي
كان مجمع الإطلاق 37 في قاعدة كيب كانافيرال للقوات الجوية هو المنصة ذات الترقيم الأكبر الموجودة. عندما صُمم مجمع الإطلاق القمري، تمت تسميته مجمع الإطلاق 39. وقد صُمم للتعامل مع عمليات إطلاق صواريخ ساتورن 5 التي كانت أقوى وأكبر الصواريخ التي تم تصميمها إلى حينه، والذي كان سيدفع المركبة الفضائية أبولو إلى القمر. تصورت الخطط الأولية أربع منصات إطلاق (تم التفكير في خمس منصات) متباعدة عن بعضها بمقدار متساو بلغ 8700 قدم (2700 متر) من أجل تجنب الأضرار الناجمة عن أي انفجار يحدث على أي منصة الإطلاق. وُضع جدول البناء لثلاث منصات (إيه، وبي، وسي في الجنوب الشرقي) واثنتين كانت ستبنى في تاريخ يحدد لاحقًا (دي وإي في الشمال والغرب). كان ترتيب ترقيم المنصات في ذلك الوقت يبدأ من الشمال إلى الجنوب، على أن تكون المنصة في أقصى الشمال تحت اسم 39 إيه، والمنصة في أقصى الجنوب تحت اسم 39 سي. لم تُبنى المنصة 39 إيه قط، وأصبحت المنصة 39 سي هي المنصة 39 إيه في عام 1963. وحسب ترقيم يومنا هذا، كانت المنصة 39 سي لتقع في شمال المنصة 39 بي، وتقع المنصة 39 دي غرب المنصة 39 سي تقريبًا. تقع المنصة 39 إي في شمال نقطة المنتصف بين المنصتين 39 سي و39 دي، إذ تشكل المنصة 39 إي رأس المثلث، وهي متساوية البعد عن المنصتين 39 سي و39 دي. بُني طريق كراولرواي مع الأخذ بعين الاعتبار وجود منصات إضافية. وهذا هو السبب في انعطاف الطريق كراولرواي عند الذهاب باتجاه المنصة 39 بي، كان الاستمرار بطريق مستقيم بدل الانعطاف سيؤدي إلى المنصات الإضافية.

#### تجميع أجزاء المركبة الفضائية
قبل أشهر من الإطلاق، أُحضرت المراحل الثلاثة لمركبة الإطلاق ساتورن 5 وأجزاء المركبة الفضائية أبولو إلى مبنى تجميع المركبات وجُمِّعت في قسم من أصل أربعة أقسام موجودة في المبنى، وكانت النتيجة مركبة فضائية طولها 363 قدم (111 متر) ووضعت على واحدة من ثلاث منصات إطلاق متحركة. تتألف كل مركبة إطلاق متحركة من منصة إطلاق من طابقين أبعادها 161×135 قدم (49×41 متر) مزودة بأربع أذرع تثبيت، وبرج إطلاق مركزي (سُرّي) يبلغ طوله 446 قدم (136 متر) في قمته رافعة تستخدم لرفع عناصر المركبة الفضائية إلى مواقعها أثناء عملية التجميع. تزن منصة الإطلاق المتحركة بالإضافة إلى المركبة غير مزودة بالوقود 12,600,000 رطل (5.715 طن).
يضم البرج السُّري مصعدين وتسعة أذرع متحركة قابلة للطي، والتي تمتد إلى المركبة الفضائية لتسمح بدخول الأشخاص والأسلاك والأنابيب إلى كل مرحلة من المراحل الثلاثة للصاروخ والمركبة الفضائية حينما تكون المركبة الفضائية على منصة الإطلاق، وتبتعد عن المركبة في مرحلة الإطلاق. يستخدم المهندسون، والتقنيون، ورواد الفضاء ذراع الدخول العلوية إلى مركبة الفضاء من أجل الدخول إلى حجرة الطاقم. في نهاية الذراع، توجد الغرفة البيضاء لتكوّن منطقة مراقبةً ومحميةً بيئيًا لرواد الفضاء ومعداتهم قبل دخول المركبة الفضائية.

#### النقل إلى منصة الإطلاق
عند انتهاء تجميع القطع، تُنقل منصة الإطلاق المتحركة إلى منصتها على إحدى ناقلتين زاحفتين (مرافق النقل الصاروخية الزاحفة) مسافة 3 إلى 4 أميال (4.8-6.4 كيلومتر) بسرعة واحد ميل في الساعة (1.6 كيلومتر في الساعة). تزن كل ناقلة 6 مليون رطل (2720 طن)، وقد كانت قادرة على إبقاء المركبة الفضائية ومنصة إطلاقها بدون ميلان أثناء مناورة الطريق المنحدر بدرجة 5% إلى منصة الإطلاق. على منصة الإطلاق، توضع منصة الإطلاق المتحركة على ستة قواعد فولاذية، بالإضافة إلى أربعة أعمدة إضافية يمكن مدها.

#### هيكل الخدمة المتحرك
بعد وضع منصة الإطلاق المتحركة في مكانها، تمد الناقلة الزاحفة هيكل الخدمة المتحرك البالغ طوله 410 قدم (125 متر) ووزنه 10,490,000 رطل (4760 طن) في مكانه الصحيح ليسمح بدخول التقنيين ليقوموا بفحص تفصيلي للمركبة وليوفر الاتصالات السُّرية الضرورية إلى منصة الإطلاق. يتضمن هيكل الخدمة المتحرك ثلاث مصاعد بالإضافة إلى منصتين ذاتيتين الدفع، وثلاث منصات ثابتة. يتحرك هذا الهيكل عائدًا إلى موقفه مسافة 6900 قدم (2100 متر) قبل وقت قصير من الإطلاق.

#### حارف اللهب
بينما تكون منصة الإطلاق المتحركة متموضعة على قواعد الإطلاق، ينزلق تحتها واحد من حارفي اللهب على سكك. يسمح وجود حارفي لهب بأن يستخدم واحد منهما عندما يكون الآخر في حالة ترميم بعد إطلاق سابق. يبلغ ارتفاع كل حارف 39 قدم (12 متر) ويبلغ عرضه 49 قدم (15 متر) أمّا طوله فيبلغ 75 قدم (23 متر)، ويصل وزنه إلى 1,400,000 رطل (635 طن). خلال عملية الإطلاق، يقوم بحرف لهب عادم صاروخ مركبة الإطلاق إلى خندق يبلغ عمقه 43 قدم (13 متر) وعرضه 59 قدم (18 متر) وطوله 449 قدم (137 متر).

#### التحكم بالإطلاق والتزود بالوقود
يقع مركز التحكم بالإطلاق الذي يتكون من أربعة أقسام طوابق على بعد 3.5 ميل (5.6 كيلومتر) من المنصة إيه، بجوار مبنى تجميع المركبات من أجل السلامة. احتوى الطابق الثالث أربع غرف إشعال (تقابل الأجزاء الرئيسية الأربعة في مبنى تجميع المركبات) يتضمن كل منها على 470 مجموعة من أجهزة المراقبة والتحكم. احتوى الطابق الثاني أجهزة القياس عن بعد، والتتبع، والقياس، وأجهزة حساب تخفيض البيانات. يتصل مركز مراقبة الإطلاق بمنصات الإطلاق المتحركة عن طريق وصلة بيانات عالية السرعة. ويوجد أثناء عملية الإطلاق نظام مكون من 62 كاميرا مراقبة (دائرة تلفزيونية) يرسل الصور إلى 100 شاشة مراقبة في مركز مراقبة الإطلاق.
تتوضع الخزانات الكبيرة عالية البرودة التي تخزن الهدرجين والأوكسجين السائلين للمرحلتين الثانية والثالثة من الصاروخ ساتورن 5 قرب المنصات. تتطلب الطبيعة الشديدة الانفجار لهذه المواد الكيميائية العديد من إجراءات السلامة في مجمع الإطلاق. تتوضع المنصات على بعد 8730 قدم (2660 متر) عن بعضها البعض. قبل بدأ عمليات التزويد بالوقود وخلال الإطلاق، يُبعد الأفراد غير الضروريين عن منطقة الخطر.